# Does Everyone Stare
Does Everyone Stare ist ein Lied der britischen Rockband The Police. Es wurde von Stewart Copeland geschrieben und erschien auf dem zweiten Studioalbum der Band, Reggatta de Blanc.

## Text und Musik
Zu Beginn der Aufnahme hört man eine Demo-Version des Songs, die von Stewart Copeland gleichzeitig am Klavier eingespielt und eingesungen wurde. Bei der Aufnahme des Demo-Tapes gelangte durch die Konfiguration des Studios unbeabsichtigt ein Teil einer Oper, die auf einem Radiosender lief auf die Aufnahme. Erst nach dem ersten Refrain blendet der Song in die eigentliche Studioaufnahme über, in der Sting singt.
Im Text geht es um einen verliebten Mann, der sich zehnmal umzieht, bevor er seine Angebetete trifft, Schweißausbrüche bekommt und zu spät zur Verabredung kommt:

## Besetzung
- Sting: E-Bass, Gesang
- Stewart Copeland: Schlagzeug, Gesang
- Andy Summers: E-Gitarre